# Ronald McKinnon (football américain)
Pour les articles homonymes, voir Ronald McKinnon.
College Football Hall of Fame 2008
(en) Statistiques sur pro-football-reference
Ronald McKinnon, né le 20 septembre 1973 à Elba dans l'État de l'Alabama aux États-Unis, est un joueur de football américain qui évoluait au poste de linebacker dans la National Football League (NFL).

## Récompense
- 1995 : Harlon Hill Trophy

### Source de la traduction
- (en) Cet article est partiellement ou en totalité issu de l’article de Wikipédia en anglais intitulé « Ronald McKinnon » (voir la liste des auteurs).